# Liste der Monuments historiques in Gensac-sur-Garonne
Die Liste der Monuments historiques in Gensac-sur-Garonne führt die Monuments historiques in der französischen Gemeinde Gensac-sur-Garonne auf.

## Liste der Bauwerke
| Bezeichnung | Beschreibung              | Standort | Kennzeichnung | Schutzstatus | Datum | Bild |
| ----------- | ------------------------- | -------- | ------------- | ------------ | ----- | ---- |
| Schloss     | Erbaut im 18. Jahrhundert | (Lage)   | PA00094343    | Inscrit      | 1981  |      |